# Stor-Elvdals kommun
Stor-Elvdals kommun (norska: Stor-Elvdal kommune) är en kommun i landskapet Østerdalen i Innlandet fylke i östra Norge. Kommunens centralort är tätorten Koppang. 

## Administrativ historik
Den enda gränsjustering som skett sedan kommunen bildades på 1830-talet är en sammanslagning med Sollia kommun 1965.

## Tätorter
I Stor-Elvdals kommun finns en tätort:
- Koppang (centralort)

## Socknar
Inom Norska kyrkan är Stor-Elvdals kommun indelad i fyra socknar:
- Atneosens socken
- Sollia socken
- Stor-Elvdals socken
- Strands socken

Socknarna ingår i Sør-Østerdals prosteri i Hamars stift.